# Sant Salvador de Balaguer
L'església de Sant Salvadorés un jaciment arqueològic de l'època medieval que es troba a Balaguer (la Noguera), inclòs a l'Inventari del Patrimoni Arqueològic i Paleontològic de Catalunya.
Era un temple sota l'advocació de la Transfiguració de Jesucrist situat a la ciutat de Balaguer. Aixecat a partir de la segona meitat del segle xii, substituïa alhora una antiga mesquita islàmica propietat d'un ric terratinent de la ciutat, Avimoni, segurament vinculat a la classe dominant. Fou enderrocada l'any 1936 després de ser incendiada i saquejada. Se salvaren de la demolició i crema el retaule de l'altar major (parcialment), obra del segle xvi, i la imatge de la Verge de les Parrelles, conservada en l'actualitat a l'església de Santa Maria. En canvi, però, desaparegué el retaule i altar gòtic de la Verge de l'Esperança o de Santa Caterina.

## Descripció
L'església de Sant Salvador es coneix exteriorment gràcies a una col·lecció de fotografies realitzades pel pintor balaguerí Francesc Borràs Farràs (1891-1968) i que constitueixen un document únic d'aquest temple. Les fotografies mostren un edifici de planta rectangular, d'una sola nau capçada a llevant per un absis semicircular. La nau era coberta amb una volta de canó, lleugerament apuntada, que disposava de tres arcs faixons. Tenia tres portes d'accés, totes idèntiques, amb un arc de mig punt adovellat i guardapols. La porta principal se situava en el mur de ponent, mentre que les altres dues s'obrien als murs laterals: la meridional enfront del carrer de la Reguereta, i la septentrional, en ús durant els segles XII-XVI/XVII, moment en què va ser tapiada, que donava al cementiri parroquial.
L'església tenia una finestra de doble esqueixada oberta a centre de l'absis, mentre que la rosassa de la cara de ponent, sembla també obra del segle xv. Tal com ho demostren les fotografies, l'església romànica va sofrir moltes refaccions tardanes que van afectar, sobretot, l'interior amb l'obertura de capelles laterals en el gruix dels murs i la façana principal. L'aparell constructiu era a base de carreus rectangulars ben escairats, alguns dels quals portaven marques de picapedrer. Per la tipologia constructiva i les restes que queden de l'església, sembla que la construcció s'inicià a partir de la segona meitat del segle xii.

## Orígens

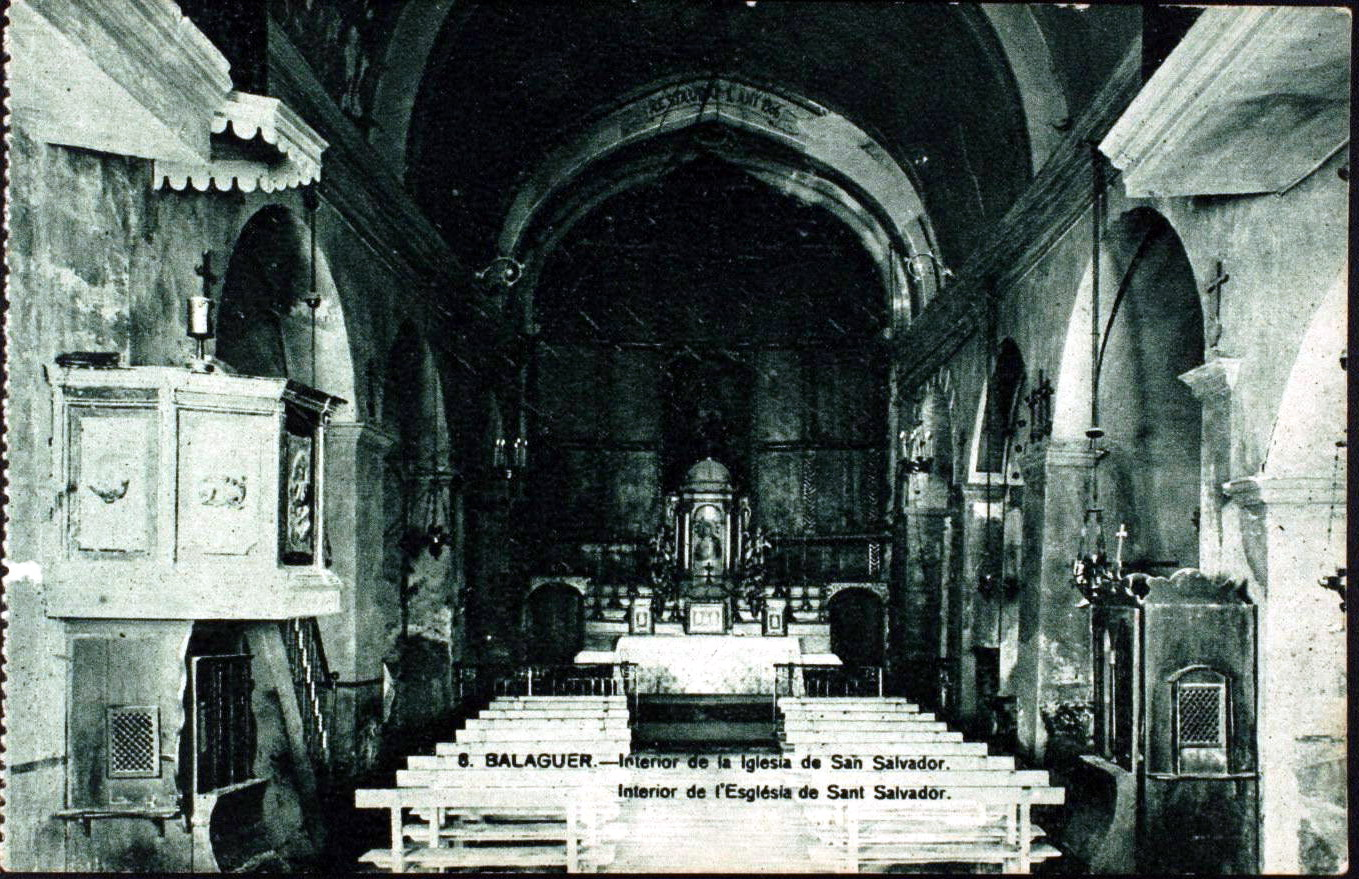
Vista general de l'interior de l'església de Sant Salvador, inicis de segle XX

La documentació llatina ens ha permès conèixer un personatge important de la ciutat de Balaguer en època islàmica: Avimoni, terratinent i propietari d'una mesquita -i molt probablement vinculat amb la classe governant del segle XI-, que està íntimament lligat amb la història de l'església de Sant Salvador. La primera referència d'aquest personatge data de 1091, quan el comte Ermengol IV d'Urgell, la seva esposa Adelaida i el fill d'ambdós, Ermengol, consignaren a Santa Maria de Solsona, entre altres coses, totes les propietats d'Avimoni dins i fora de la ciutat amb la mesquita, quan la ciutat fos conquerida. Després de la primera conquesta de Balaguer l'any 1094, el comte d'Urgell Ermengol V, donà a Sant Sadurní de Tavèrnoles tota la hisenda d'Avimoni, a més de la seva mesquita, i unes cases veïnes entre les quals corria una séquia vers l'orient. Tanmateix, aquesta donació no seria efectiva perquè des de mitjan segle xii consta que depenia de la canònica de Santa Maria de Solsona.

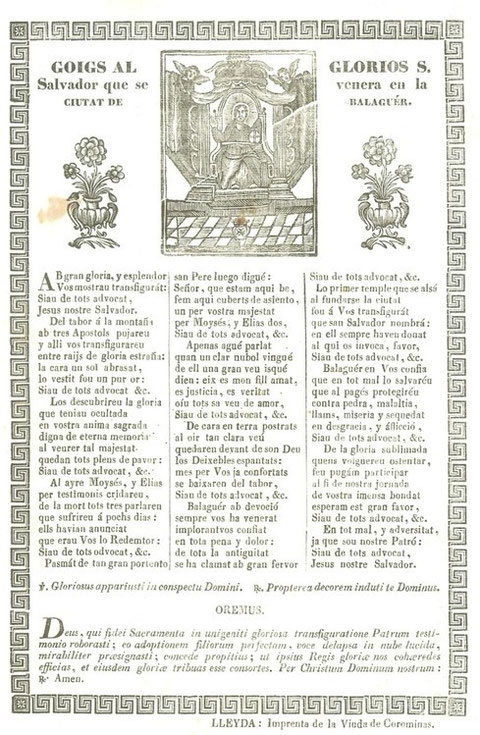

La primera menció concreta que s'ha localitzat de l'església de Sant Salvador data de l'any 1163 i es refereix a una convinença feta entre el bisbe Bernat Roger i els clergues d'Urgell, d'una banda, i el prepòsit i els clergues de Solsona de l'altra, sobre la propietat de les esglésies de Balaguer i les seves pertinences. Per aquest pacte s'acordà, entre altres coses, que Sant Salvador de Balaguer pertanyia, en virtut d'una transacció, a l'església de Solsona, a excepció dels drets de baptisteri i cementiri, perquè només en tenia l'església major o parroquial, Santa Maria d'Almatà. Aquest fet canviarà totalment l'any 1178 per una permuta efectuada entre el bisbe d'Urgell, Arnau de Preixens, i Bernat, prepòsit de Solsona. Mitjançant aquest pacte, l'església de Sant Salvador (ecclesiam Sancti Salvatoris, que olim dicebatur de Avimonio) va ser adjudicada al bisbat d'Urgell, mentre que la comunitat Solsonina se li cedia la de Menàrguens, amb els seus termes i drets. Posteriorment, el 1351, l'església de Santa Maria d'Almatà perdé la categoria de temple parroquial en benefici de l'església de Sant Salvador, que es convertí en parròquia de Balaguer fins que el 1575 es traslladarà definitivament a Santa Maria la Major.

## Crema i destrucció

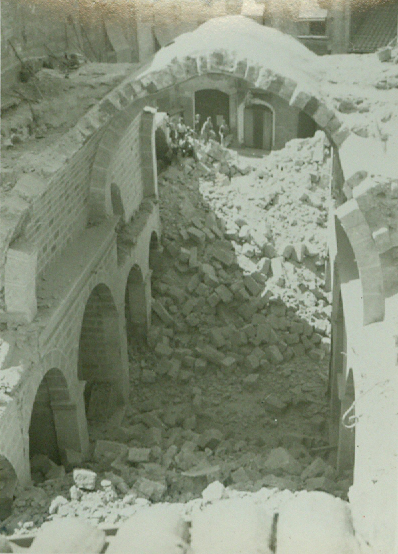
Enderroc de l'església de Sant Salvador, 1936

L'església va ser incendiada i destruïda l'any 1936; en la crema es perderen tots els tresors artístics que conservava: un retaule de pedra de l'escola lleidatana i l'altar major renaixentista. Sí que se'n van salvar part de les taules que integraven el retaule de l'altar Major. En l'indret que havia ocupat l'església s'obrí una plaça; del temple només en va quedar dret el mur septentrional perquè tenia adossada una casa a nivell del primer pis, però malauradament també fou enderrocat l'any 1986 per un malaurat informe de ruïna.